# Passagier 23 (film)
Passagier 23 is een Duitse televisiefilm uit 2018. De film is gebaseerd op de roman Passagier 23 van de Duitse schrijver Sebastian Fitzek. De eerste uitzending vond plaats op 13 december 2018 op RTL Television. De titel verwijst naar een term die wordt gebruikt om mysterieuze cruisedoden te beschrijven.

## Verhaal
Vijf jaar geleden verloor politiepsycholoog Martin Schwartz zijn zoon Timmy en zijn vrouw Nadja tijdens een cruise. Sindsdien lijdt hij aan een posttraumatische stressstoornis en drinkt hij veel alcohol. Na een campagne tegen pedofiele criminelen krijgt hij een telefoontje van de schrijver Gerlinde Dobkowitz die zich op het cruiseschip Sirius bevindt en een theorie heeft over de vermiste passagiers. 

## Rolverdeling
| Acteur            | Rol                |
| ----------------- | ------------------ |
| Lucas Gregorowicz | Martin Schwartz    |
| Oliver Mommsen    | Daniel Bonhoeffer  |
| Picco von Groote  | Dr. Elena Beck     |
| Kim Riedle        | Naomi Lamar        |
| Liane Forestieri  | Julia Stiller      |
| Judy Winter       | Gerlinde Dobkowitz |
| Finnlay Berger    | Timmy              |
| India Antony      | Sheela             |
| Aurel Manthei     | Diesel             |
| Pjotr Olev        | Yegor Kalinin      |
| André Röhner      | Tom Schiwy         |
| Martin Lindow     | Armin Kramer       |
| Anna Rot          | Nadja              |
| Rainer Laupichler | Dr. Prygga         |
| Jule Gartzke      | Dr. Bader          |
| Lynn Grabowski    | Diesels Schwester  |
| Mercedes Müller   | Lisa               |